# 동북 9성

17세기 《북관유적도첩》(北關遺蹟圖帖)의 하나인 척경입비도(拓境立碑圖). 윤관 등이 여진족을 정벌하고 9성을 쌓은 뒤 선춘령에 '고려지경'이라고 세운 비석을 세우는 장면을 그린 것이다.

동북 9성(東北九城)은 강동 6주와 함께 고려의 북진 정책 및 영토 확장을 상징하는 지역이다. 
고려 예종(1107년) 때 윤관이 별무반(別武班)을 거느리고 천리장성을 넘어 동북 지역의 여진족을 정벌하고 동북 9성을 쌓았다. 
동북 9성의 최북단이었던 공험진과 선춘령은 고려가 동북 9성을 여진족에 반환한 뒤에도 여전히 고려령과 여진령을 분리하는 경계지로써 인식되었으며, 후대 조선의 4군 6진(四郡六鎭) 개척에 있어 동북 9성 개척 당시 윤관이 세웠다는 고려지경이라고 새긴 비석을 찾게 하는 동시에 명과의 외교 관계에서 해당 지역을 조선령으로 주장하여 명의 공인을 받아내는 등 조선의 북방 개척 및 조선의 영토관에 있어 중요한 지표가 되었다. 

## 개요
예종 2년(1107년) 예종의 명을 받은 장군 윤관(尹瓘)이 부원수 오연총(吳延寵)과 함께 고려인 17만의 대군을 이끌고 천리장성 동북방의 여진족을 정벌한 후 1108년에 쌓은 9개의 성들을 말한다. 고려사 지리지에서는 9개의 성들의 위치를 함주(咸州, 함흥시)·복주(福州, 단천시)·길주(吉州, 길주군)·영주(英州)·웅주(雄州)·통태진(通泰鎭)·진양진(眞陽鎭)·숭녕진(崇寧鎭)·공험진(公嶮鎭)이라고 기록하고 있다.
《세종실록 지리지》에서는 윤관이 "함주에서 공험진(公險鎭)까지 9성을 쌓고, 공험진의 선춘령에 비석으로 경계를 세웠다."고 기록하고 있다.
9성을 개척하고 1년 뒤인 예종 4년(1109년) 고려 조정은 윤관 등의 반대에도 불구하고 9성을 여진족에 돌려주기로 결정하였고 일부 고려군이 해당 성에 잔주하여 여진족들을 다스렸다.

## 위치에 대한 논쟁

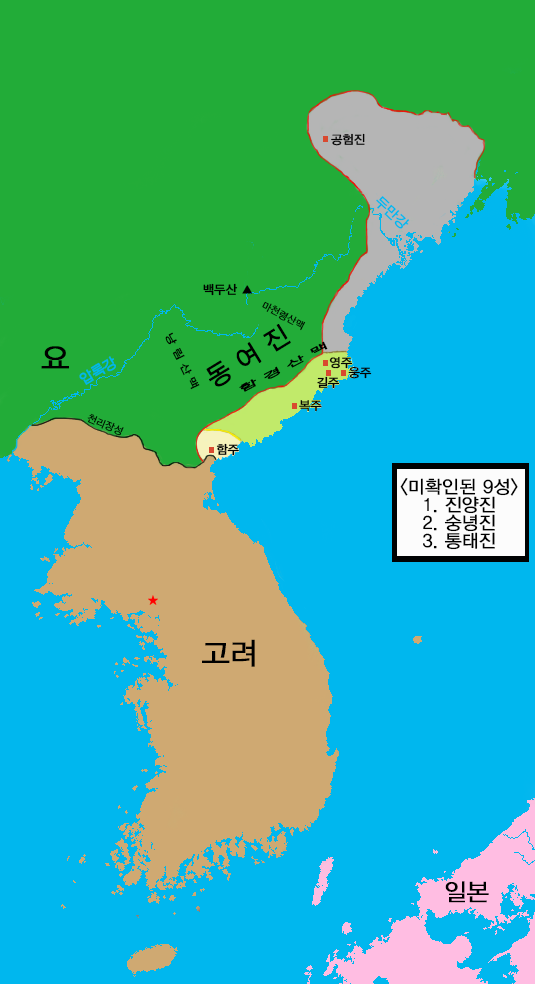
동북 9성의 추정도.

### 공험진의 위치
세종대왕과 김종서의 육진 개척 전에 쓰여진 《세종실록 지리지》 함길도 길주목 경원도호부 기록에서는 공험진(公險鎭)에 이르는 경로를 다음과 같이 기록하고 있다.
소다로(所多老, 함경북도 경원군 룡당리)에서 북쪽으로 30리를 가면 어두하현(於豆下峴)이 있고, 그 북쪽으로 60리에 동건리(童巾里, 함경북도 온성군 강안리, 옛 종성군 종성면 동관동)가 있다. 그 북쪽으로 3리쯤에 두만강탄(豆滿江灘)을 건너서 북쪽으로 90리를 가면 오동사오리참(吾童沙吾里站)이 있다. 그 북쪽으로 60리에 하이두은(河伊豆隱), 거기서 북쪽으로 100리에 영가사오리참(英哥沙吾里站)이 있으며, 그 북쪽으로 소하강(蘇下江)변에 공험진(公險鎭)이 있으니 곧 윤관이 설치한 진(鎭)이다.
- 원문: 自所多老北去三十里 有於豆下峴, 其北六十里 有童巾里. 其北三里許 越豆滿江灘 北去九十里 有吾童沙吾里站. 其北六十里 有河伊豆隱, 其北一百里 有英哥沙吾里站, 其北蘇下江邊 有公險鎭卽尹瓘所置鎭

『신증동국여지승람』에도 위와 동일한 내용이 기술되어 있었다.
반면, 육진 개척으로 두만강이 동북쪽 국경으로 확립된 후 왕명으로 김종서가 집필과 교열에 참여한 《고려사》에서는 공험진의 위치를 아래와 같이 기록하고 있다.
공험진: 고려 예종 3년(1108년)에 성을 쌓아 진(鎭)을 설치하고 방어사를 두었다. 6년(1111년)에 산성을 쌓았다. [공주(孔州, 경흥군) 또는 다른 이름으로 광주(匡州)라고도 하고, 혹은 선춘령의 동남쪽, 백두산의 동북쪽에 있다고 하고, 혹은 소하강변에 있다고도 한다.]
- 公嶮鎭: 睿宗三年, 築城置鎭 爲防禦使. 六年, 築山城. [一云孔州一云匡州, 一云 在先春嶺東南白頭山東北, 一云 在蘇下江邊.]

## 같이 보기
- 숙종
- 예종
- 윤관
- 오연총
- 강동 6주
- 선춘령
- 거양성
- 육진